# Lagenandra bogneri
Lagenandra bogneri är en kallaväxtart som beskrevs av De Wit. Lagenandra bogneri ingår i släktet Lagenandra och familjen kallaväxter. Inga underarter finns listade.